# Javier Rodríguez Venta
Javier Rodríguez Venta conegut com a Javi Venta, (La Pola Siero, Astúries, 13 de desembre de 1975) és un exfutbolista professional asturià format a les files del Reial Oviedo que jugava com a lateral dret.

## Trajectòria esportiva
Javi Venta començà a jugar en les categories inferiors al Reial Oviedo, club que el cedí al Marino de Luanco que militava en Segona divisió B. Després de la seva cessió firmà pel Gimnástica de Torrelavega, equip en el qual jugà dues temporades, també en la Segona divisió B.
L'estiu de 1999, Javi Venta va ser contractat pel Vila-real CF perquè reforçara el CD Onda de Tercera divisió espanyola de futbol, equip de la veïna localitat d'Onda, que en aquells anys tenia un conveni amb l'entitat groga com a equip filial. Després d'una temporada en l'Onda, el Vila-real decidí que jugara cedit en el Racing de Ferrol de la Segona divisió espanyola de futbol perquè continuara la progressió del jugador |asturià. Després d'una bona campanya, tornà a anar-se'n cedit, aquesta vegada al CD Tenerife de la Primera divisió espanyola.
Després d'aquests tres anys en distints clubs, Javi passà a integrar la primera plantilla del Vila-real la temporada 2002-2003, any en què el jugador no gaudí de moltes oportunitats en el terreny de joc, ja que la titularitat en el seu lloc era per al campió del Mundial 2002 de Corea i Japó amb la selecció de futbol de Brasil, Juliano Belletti. L'any següent tornà a disputar-se el lloc amb l'internacional brasiler, encara que aconseguí gaudir de més oportunitats. Després de la marxa de Belletti al Barça el 2004, el club fitxà Armando Sá per a cobrir el lloc deixat pel jugador brasiler, però aquest any Venta arrabassà la titularitat, arribant a disputar 32 partits de Lliga i 9 de Copa de la UEFA. En la següent temporada continuà sent el lateral dret amb més minuts tot i la contractació de Jan Kromkamp i del campió de la Champions League Josemi després. Al final de temporada arribà a ser concentrat amb la selecció espanyola per a preparar el Mundial 2006 d'Alemanya, encara que finalment no fou convocat. La temporada 06-07 sofrí unes lesions que li impediren disputar més partits.
A la vinent temporada aconseguí el subcampionat de lliga amb el Vila-real jugant 34 partits i en aquesta mateixa temporada aconseguí un gol en la penúltima jornada de Lliga davant el RCD Espanyol, el primer gol vestint la camiseta grogeta.
L'estiu de 2010 finalitza el seu contracte amb el Vila-real CF i fitxa pel Llevant UE, equip on jugaria dos temporades per a tornar al Vila-real en la temporada 2012-13.